# Welcome to Sexy Zone Tour
『Welcome to Sexy Zone Tour』（ウェルカム トゥー セクシー ゾーン ツアー）は、Sexy Zoneの8枚目のライブビデオ。2016年9月7日にポニーキャニオンから発売。

## 概要
本作は4thアルバム「Welcome to Sexy Zone」をもとにしたツアー。5人で作り、5人で魅せた代々木第一体育館公演を映像化。当時3人（中島、菊池、佐藤）だけ参加する曲（「BAD BOYS」「男 never give up」 「君にHITOMEBORE」 「マワレ ミラクル」など）、今回5人で披露した。
初回限定盤 (Blu-ray Disc 2枚組)、初回限定盤 (DVD 2枚組) と通常盤 (Blu-ray Disc) 、通常盤 (DVD) の4形態リリース。

## 初回限定盤特典
1. マルチアングル（カラフル Eyes×各メンバーソロアングル）
2. Document Movie of Welcome to Sexy Zone Tour（名古屋～福岡～札幌～代々木～大阪）
3. スペシャル・フォトブック(32P)
4. トレーディングカード ソロ絵柄5枚セット  [佐藤勝利/中島健人/菊池風磨/マリウス葉/松島聡]
5. 初回限定盤特製ジャケットケース ※ケースの中から別絵柄のジャケットが出てくるダブルジャケット仕様

## 収録内容

### 初回限定盤・通常盤
Welcome to Sexy Zone Tour 代々木第一体育館公演映像 (4月24日収録)
1. Welcome to Sexy Zone Overture
2. カラフル Eyes
3. Celebration!
4. Make my day
5. ぶつかっちゃうよ
6. 24-7～僕らのストーリー～
7. New Day - 中島健人・佐藤勝利
8. IF YOU WANNA DANCE
9. Ghost～君は幻～
10. Sweety Girl - 松島聡・マリウス葉
11. 無邪気な時間は過ぎやすく- 中島健人・菊池風磨・佐藤勝利
12. フレンド
13. Single Medley♪
  - Sexy Zone
  - King & Queen & Joker
  - 男 never give up
  - Real Sexy!
  - Lady ダイヤモンド
  - Sexy Zone
14. (MC)
15. 勝利の日まで
16. (MC)
17. You're the only one - 菊池風磨・松島聡・マリウス葉
18. Mr.Jealousy - 中島健人
19. Sexy Collection
20. Love Confusion
21. Easy come! Easy go! Easy love!
22. Electric Shock - 中島健人・菊池風磨
23. Last winter's night - 佐藤勝利
24. But... - 菊池風磨
25. 誰にも解けないミステリー
26. Perfect Potion
27. We Gotta Go
28. Sexy Summerに雪が降る
29. 君にHITOMEBORE
30. Cha-Cha-Cha チャンピオン
31. Congratulations
32. マワレ ミラクル
33. BAD BOYS
34. Power of Run
35. Hey you!